# Dukovany
Dukovany är en ort i Tjeckien.   Den ligger i regionen Vysočina, i den sydöstra delen av landet, 170 km sydost om huvudstaden Prag. Dukovany ligger 353 meter över havet och antalet invånare är 781.
Terrängen runt Dukovany är platt. Runt Dukovany är det ganska tätbefolkat, med 80 invånare per kvadratkilometer. Närmaste större samhälle är Moravský Krumlov, 9,4 km öster om Dukovany. Trakten runt Dukovany består till största delen av jordbruksmark.